# Michael Bach (Entomologe)
Michael Bach (* 19. März 1808 in Boppard; † 17. April 1878 ebenda) war ein deutscher Lehrer, Botaniker und Insektenkundler (Entomologe).  Sein offizielles botanisches Autorenkürzel lautet „Bach“.
Bach verlor früh seinen Vater, der Lehrer war, und musste sich schnell einen Beruf suchen, um die Familie zu unterstützen. 1824 bis 1826 besuchte er das Lehrerseminar im rheinischen Brühl und war ab 1827 Lehrer an einer Mädchenschule in Boppard und ab 1839 an der höheren Stadtschule. Um in der Nähe seiner alten Mutter zu bleiben, lehnte er einen Ruf an das adlige Gymnasium in Bedburg ab. 1868 wurde er Lehrer am neu gegründeten Lehrerseminar in Boppard. 1876 wurde er pensioniert.
Er befasste sich zunächst mit Botanik, worin er sich autodidaktisch weiterbildete, und war 1834 mit Theodor Friedrich Ludwig Nees von Esenbeck und anderen Gründer eines botanischen Vereins am Mittel- und Niederrhein. 1842 veröffentlichte er mit anderen Mitgliedern einen Prodromus der Flora der preußischen Rheinlande.  Ende der 1830er Jahre wandte er sich auch der Entomologie zu, besonders Käfern. 1841 druckte er für seine Schüler ein Verzeichnis von 666 Käfern der Umgebung von Boppard. Ähnliche Kataloge über Conchylien und Schmetterlinge (außer Kleinschmetterlinge) der Umgegend folgten.
Obwohl er überwiegend allein und mit unzureichenden Mitteln arbeitete (teure Literatur konnte er sich nicht leisten), fand er Anerkennung in wissenschaftlichen Kreisen. 1863 wurde er Ehrendoktor der Universität Bonn. Er war ab August 1834 Mitglied im Botanischen Verein am Mittel- und Niederrhein, des späteren Naturhistorischen Vereins der preussischen Rheinlande und Westphalens, der Gesellschaft Deutscher Naturforscher und Ärzte und wurde 1864 zum Mitglied der Leopoldina gewählt.
Der Verbleib seiner Sammlung ist unbekannt. Angaben, sie sei in Marburg am Zoologischen Museum, bestätigten sich nicht.

## Schriften
- Wegweiser zum Studium der Käfer, Koblenz: Jakob Hölscher 1847
- Die Käferfauna von Nord- und Mitteldeutschland, 4 Bände, Koblenz: Jakob Hölscher 1849 bis 1860
  - 1. Lieferung als Käferfauna der preußischen Rheinlande mit besonderer Berücksichtigung von Nord- und Mitteldeutschland, 1849, 2. Lieferung 1851 (mit Nachtrag 1867), 3. Lieferung (Band 2) 1852, 4. Lieferung 1854 (mit Nachtrag 1867), Lieferung 5 (Band 3) 1856, Lieferung 6 1859 (mit Nachtrag 1867), Lieferung 7 (Band 4) 1860 (mit Nachtrag 1867)[7]
- Die Wunder der Insektenwelt: Das Insekt, sein Leben und Wirken in dem Haushalte der Natur, gemeinfaßlich dargestellt; mit 82 Abbildungen in Holzschnitt, Münster 1877, Digitalisat, Münster